# Rugby Challenge 2019
El Rugby Challenge de 2019 fue la tercera edición del torneo para selecciones provinciales de Sudáfrica.
El torneo se disputó en el primer semestre en paralelo al Súper Rugby, mientras que la Currie Cup se disputó en el segundo semestre.
El campeón fue el equipo de Griquas quienes obtuvieron su primer campeonato.

## Sistema de disputa
El torneo se disputó en zonas que se distribuyeron por cercanía geográfica, los dos mejores equipos de cada zona clasificaron a semifinales.

## Clasificación

### Sección Norte
| Pos. | Equipo       | Encuentros | Encuentros | Encuentros | Encuentros | Tantos | Tantos | Tantos | PB | PB | Puntos |
| Pos. | Equipo       | PJ         | PG         | PE         | PP         | F      | C      | Dif    | BO | BD | Puntos |
| ---- | ------------ | ---------- | ---------- | ---------- | ---------- | ------ | ------ | ------ | -- | -- | ------ |
| 1.º  | Pumas        | 7          | 7          | 0          | 0          | 337    | 164    | +173   | 7  | 0  | 35     |
| 2.º  | Griquas      | 7          | 6          | 0          | 1          | 290    | 156    | +134   | 7  | 0  | 31     |
| 3.º  | Blue Bulls   | 7          | 5          | 0          | 2          | 332    | 190    | +142   | 5  | 0  | 25     |
| 4.º  | Golden Lions | 7          | 4          | 0          | 3          | 263    | 263    | 0      | 7  | 0  | 23     |
| 5.º  | Falcons      | 7          | 3          | 0          | 4          | 240    | 261    | −21    | 5  | 2  | 19     |
| 6.º  | Leopards     | 7          | 1          | 0          | 6          | 267    | 283    | −16    | 6  | 2  | 12     |
| 7.º  | Griffons     | 7          | 2          | 0          | 5          | 193    | 252    | −59    | 4  | 0  | 12     |
| 8.º  | Welwitschias | 7          | 0          | 0          | 7          | 112    | 465    | −353   | 0  | 0  | 0      |

### Sección Sur
| Pos. | Equipo                     | Encuentros | Encuentros | Encuentros | Encuentros | Tantos | Tantos | Tantos | PB | PB | Puntos |
| Pos. | Equipo                     | PJ         | PG         | PE         | PP         | F      | C      | Dif    | BO | BD | Puntos |
| ---- | -------------------------- | ---------- | ---------- | ---------- | ---------- | ------ | ------ | ------ | -- | -- | ------ |
| 1.º  | Western Province           | 7          | 6          | 0          | 1          | 275    | 132    | +143   | 5  | 1  | 30     |
| 2.º  | Boland Cavaliers           | 7          | 6          | 0          | 1          | 252    | 110    | +142   | 4  | 1  | 29     |
| 3.º  | Free State Cheetahs        | 7          | 5          | 0          | 2          | 342    | 135    | +207   | 6  | 1  | 27     |
| 4.º  | Natal Sharks               | 7          | 4          | 0          | 3          | 245    | 197    | +48    | 5  | 0  | 21     |
| 5.º  | Eastern Province Elephants | 7          | 4          | 0          | 3          | 212    | 166    | +46    | 3  | 0  | 19     |
| 6.º  | SWD Eagles                 | 7          | 2          | 0          | 5          | 149    | 315    | −166   | 3  | 0  | 11     |
| 7.º  | Border Bulldogs            | 7          | 1          | 0          | 6          | 116    | 348    | −232   | 1  | 1  | 6      |
| 8.º  | Zimbabwe Academy           | 7          | 0          | 0          | 7          | 114    | 302    | −188   | 1  | 1  | 2      |

|  | Semifinales. |

### Semifinales
| 16 de junio | Western Province | 21 - 50 | Griquas | KaNyamazane Stadium, Mbombela |  |

| 16 de junio | Pumas | 57 - 32 | Boland Cavaliers | KaNyamazane Stadium, Mbombela |  |

### Final
| 23 de junio | Pumas | 13 - 28 | Griquas | Saldanha Stadium, Saldanha Bay |  |

| Bandera de Sudáfrica |
| Campeón Griquas      |
| Primer título        |